# Шидлівка
Шидлівка — хутір у Китайгородській територіальній громаді Кам'янець-Подільського району Хмельницької області. Офіційно знаходиться у складі села Привітне.
Заснований — поч. ХІХ століття.
Населення — 25 чоловік.

### Історія
Наприкінці XVIII століття жарнувський каштелян Симеон Кажімеж Шидловський викупив у Народової едукаційної комісії село Супрунківці та довколишні землі. Утворений згодом за 5 км від Супрунковець присілок назвали на честь його родини — Шидлівка. Нащадки Симеона Шидловського продали маєтки, власники яких, до приходу радянської влади, змінювалися кілька разів.
У 1921 році Шидлівка увійшла до складу Супрунковецької сільської ради. У 1934 році Шидлівку підпорядкували до Дерев'янської сільської ради, враховуючи географічну близькість.
Під час Другої Світової війни німецькі війська, окупувавши територію, збудували на території Шидлівки вишку для спостереження. Тому тут відбувалися бої між німецькими військами та партизанами, а згодом з радянською армією, котра навесні 1944 року звільнила ці землі.
12 січня 1967 року, в результаті штучного укрупнення сіл в СРСР, 12 сіл Кам'янець-Подільського району офіційно втратили свої назви. В тому числі, Шидлівка увійшла до складу села Привітне, що знаходиться на віддалі одного кілометра.
Нині серед місцевого населення досі вживається топонім Шидлівка, як назва окремого населеного пункту.

### Географічне положення
Хутір розміщений на вододілі річок Тернава та Студениця.
Неподалік хутора знаходиться геодезичний пункт «Шидлівка». Прямокутні координати: х = 5398008 м; у = 5489197 м. Висота над рівнем моря — 336,4 метрів (друга за висотою точка Кам'янець-Подільського району).

### Охорона природи
Хутір лежить у межах національного природного парку «Подільські Товтри».

### Археологія
Поблизу хутора Шидлівка знаходиться урочище «Городиска», де тривалий час знаходили чимало предметів давньоруського періоду. Урочище перебуває у сільськогосподарському використанні.

### Згадки у мистецтві
Пейзажі Шидлівки зустрічаються у картинах художниці Аліни Дудоногової.
Вірш «Шидлівський хлопець» у поетичній збірці Віталія Горбуленка «Широкий світ».